# Kruna
Kruna (in serbo Круна?; lett. "corona") è un singolo della cantante serba Nevena Božović, pubblicato il 20 marzo 2019, scritto e composto dalla stessa interprete.

## Video musicale
Il video musicale è stato caricato il 17 aprile 2019 sul canale ufficiale YouTube dell'Eurovision Song Contest.

## All'Eurovision Song Contest
Il brano ha preso parte alla Beovizija 2019, processo di selezione nazionale per l'Eurovision Song Contest. Nella serata finale del programma l'artista è stata proclamata vincitrice, avendo ottenuto il massimo dei punteggi da parte della giuria e ottenendo il terzo posto dal televoto, ottenendo il diritto di rappresentare la Serbia all'Eurovision Song Contest 2019 di Tel Aviv, in Israele. Dopo essersi qualificata dalla prima semifinale del 14 maggio, si è esibita per ventitreesima nella finale del 18 maggio successivo. Qui si è classificata 18ª su 26 partecipanti con 89 punti totalizzati, di cui 54 dal televoto e 35 dalle giurie. È stata la più votata sia dal pubblico che dai giurati del Montenegro.

## Tracce
Download digitale
1. Kruna – 3:07